# 대부호
대부호(大富豪) 또는 대빈민(大貧民)은 일본에서 플레잉 카드를 사용하는 게임의 하나다.
유사한 게임으로 쟁상유, 투지주, 서대D, 티엔 렌, 애스홀, 위대한 달무티, 티츄, 아슈롯호 등이 존재한다.

## 개요
카드를 플레이어에게 모두 나눠주어, 소지의 카드를 차례로 장소에 내 빨리 패를 잃는 것을 겨루는 게임이다. 일반적으로 4-6인 정도로 플레이 하는 게 적합하지만, 7명 이상이나 2명이라도 룰 나름대로 플레이 가능하다. 다만 혼자서는 게임이 성립하지 않는다. 전회 순위가 다음 게임 개시시의 유불리에 영향을 주는(한 번 이기면 간단하게 지위를 뒤집을 수 없다) 점이 특징으로, 승자를 보다 유리하게 하는 게임성으로부터 "대부호"라는 속칭이 붙었다. 그 밖에 로컬 룰(지방 룰, 독자적으로 어레인지된 룰)이 많이 존재하는 것도 큰 특징이며, 카드 교환시의 조건, 특수한 효과를 가지는 카드의 설정, 및 특정 조건을 채우는 일의 순위·카드 가치의 총교대 등이 존재한다. 이러한 로컬 룰은 게임에 변화를 붙이거나 카드 교환을 실시한다는 게임의 성격상 상위의 플레이어가 계속 이기는 것을 억제하는 효과가 있다.

## 호칭
주로 대부호 또는 대빈민이라 칭해지며 그 밖에 도빈민, 계급 투쟁, 인생 게임으로 여겨지기도 한다. 간토 권에서는 "대빈민", 칸사이 권에서는 "대부호"라고 부르는 경향이 있다는 설도 있다.
도빈민라는 호칭은 칸사이 권에서 볼 수 있는 호칭으로, 대빈민을 속된 말투로 옮겨놓은 것이라고 생각할 수 있다. 계급 투쟁에 대해서는 작가 미타 마사히로에 의하면 학생 운동의 기세가 죽었던 시기, 운동을 떠난 학생들의 사이에서 사랑받고 있었다고 한다. 극히 드물게 인생 게임으로 불리는 일도 있다. 이와 같이 게임에서 사용되는 용어에 대해서도 복수의 경우가 존재하고 있다. 본항에서는 특히 필요하지 않은 한, 편의상 하나의 호칭으로 통일해 기술한다.
- 게임명-대부호
- 계급-최고 계급부터 순서대로 대부호, 부호, 평민, 빈민, 대빈민

### 기본 룰
이하에 기술하는 것은 어디까지나 기본 룰이며, 공식 룰은 아니다. "8절"이나 "혁명"등 꽤 일반적으로 알려져 있는 로컬 룰도 있지만, 여기에서는 단순히 게임의 진행방식만 기술한다.
1. 1조 모든 카드를 플레이어 전원에게 균등하게 나눠준다. 조커를 포함해 플레이 하기도 한다. 카드는 특히 인원수가 비교적 많은 경우 등, 2조(혹은 그 이상)를 동시에 사용하기도 한다.
2. 게임은 스페이드의 3으로부터 시작한다. 최초의 선 플레이어가 가진 패로부터 최초의 카드를 내고, 이후 차례로 다음의 플레이어가 카드를 내 진행해 간다.
3. 카드에는 순위가 있어, 약한 것부터 순서대로 3, 4, 5, 6, 7, 8, 9, 10, J, Q, K, A, 2로 이어진다(혁명 때 제외). 조커는 혁명의 영향을 받지 않고, 통상시는 2보다, 혁명시는 3보다 강한 카드로 이용할 수 있다.
4. 다음의 플레이어는, 바닥에 나와 있다현재의 카드보다 강한 카드 밖에 낼 수 없다(예: 바닥에는 9가 나와 있음→10 이상의 힘의 카드 밖에 낼 수 없다).
5. 낼 수 있는 카드가 없을 때, 혹은 전략으로 내고 싶지 않을 때(예: 패에 있는 강한 카드는 게임 후반까지 온존해 두고 싶다 등)에는 패스할 수 있다. 또, 패스의 횟수는 제한이 없다.
6. 다른 플레이어 전원이 패스해, 다시 바닥에 있는 카드를 낸 플레이어까지 차례가 돌아오면 그 플레이어는 선 플레이어가 된다. 바닥에 나와있는 카드는 치우고 선플레이어는 패로부터 원하는 카드를 낼 수 있다.
7. 선플레이어는 복수의 같은 숫자 카드를 맞추어 낼 수 있다(예: 4♠ 4♦,10♦ 10♥ 10♣ 등). 복수 카드가 나와 있는 경우, 플레이어는 그 숫자보다 강한 카드를 바닥에 나온 카드와 같은 수로 내지 않으면 안 된다. 예를 들면 5가 2매 나와 있는 경우에는 6이상의 힘의 카드를 페어로 2매 내야 한다. 조커를 이용하는 경우에는 조합해(예: "7 1매와 조커 1매"를 "7 2매"의 대신으로) 낼 수도 있다(다만, 그 경우 조커는 낸 다른 한쪽의 숫자와 같은 카드로 다루어지기 때문에, 최강의 카드는 아니게 된다).
8. 이상을 반복해, 제일 빨리 손을 턴 플레이어가 대부호가 되어, 이후 오른 순서대로 부호, 평민, 빈민, 대빈민 계급 순으로 앉는다. 참가인수에 따라 계급의 종류는 증감한다. 자세한 것은 "계급"을 참조.
9. 제2게임 이후엔, 카드가 모두 배부되어 게임이 개시하기 전에, 대빈민과 대부호, 빈민과 부호의 플레이어가 각각 패 안에서 가장 강한 카드(대빈민은 2매, 빈민은 1매)와 원하는(필요가 없는) 카드(대부호는 2매, 부호는 1매)를 교환한다(이것을 세금, 헌상, 착취 등으로도 부른다). 또, 조커는 교환하지 않아도 좋다는 룰도 있다.
10. 가장 낮은 계급의 사람이 선플레이어가 되어 다음게임을 시작한다.

2명이서 플레이 하는 경우, 상기의 룰을 그대로 적용해 1조 모든 카드를 나눠주면, 자신의 카드로부터 상대 플레이어의 카드를 파악할 수 있어 전략성이 부족하게 되므로, 특수한 룰이 사용된다. 일례로는 3·4·5·J·Q·K·A·2 각 4매와 조커 1매의 합계 33매만을 사용해, 플레이어에는 13매씩을 나눠주어, 나머지 7매는 덮고 장소에 두는 것으로 소지의 카드로부터 상대의 카드를 유추하는 것을 어렵게 한다는 것이 있다.

### 계급
2게임 이후에 플레이어에게 줄 수 있는 계급이다. 대부호, 평민, 대빈민 등을 사용하는 것이 일반적이다. 또 패러디판으로서 회사나 야쿠자, 경찰, 군대, 병원 등의 서열을 모방해 플레이 되기도 한다. 그 경우에는 최하위의 사람(통상의 대빈민에 해당한다)은 다른 하위에 비해, 꽤 굴욕적인 칭호가 되는 것이 많다.

#### 4명
- 최상위-대부호 등
- 2위-부호
- 3위-빈민
- 4위-대빈민(도빈민) 등

#### 5명
- 최상위-대부호 등
- 2위-부호
- 3위-평민
- 4위-빈민
- 5위-대빈민(도빈민) 등

#### 6명 이상
6명 이상 증가한 인원수의 분만큼, 사이의 평민을 늘린다.
다만, 로컬 룰 등에서 독자적인 호칭이 증가하는 경우도 있다.

##### 9명의 경우의 예로서
대부호, 부호, 평민, 빈민, 대빈민.
(평민은 5명)